# Entretiens d'Épictète
Les Entretiens d'Épictète (en grec ancien : Ἐπικτήτου διατριβαί, Epiktētou diatribai) sont une série d'entretiens donnés par le philosophe stoïcien Épictète et mis par écrit par son disciple Arrien au début du IIe siècle. Seuls quatre des huit livres qui le composaient nous sont connus. L'ouvrage développe une philosophie essentiellement pratique, qui invite les lecteurs à distinguer entre « les choses qui dépendent de nous et celles qui n'en dépendent pas » selon le titre du premier entretien qui ouvre le livre.  
Les Entretiens ont tenu une place importante dans la philosophie occidentale: ils ont été appréciés par l'empereur Marc Aurèle et seront souvent traduits et imprimés à partir du XVIe siècle. 
Le Manuel, autre œuvre très célèbre d'Épictète également compilée par Arrien, reprend un certain nombre de passages parmi les plus marquants des Entretiens.

## Généralités
Des huit livres rédigés par Arrien, seuls les quatre premiers sont parvenus jusqu'à nous,. Dans la préface aux Entretiens, Arrien explique sa méthode :

« Je n’ai pas composé moi-même ces leçons d’Épictète, comme on peut composer les choses de ce genre-là ; et ce n’est pas moi non plus qui les ai publiées, moi qui déclare que je ne les ai pas composées. J’ai simplement essayé d’écrire ce que je lui entendais dire, et dans les mêmes termes, autant que possible, afin de me conserver pour l’avenir des souvenirs de sa pensée et de sa libre parole. Il n’y a donc ici, naturellement, que le langage qu’on peut tenir d’abondance, en improvisant devant quelqu’un ; ce n’est pas le style d’un homme qui écrit avec la pensée qu’on le lira plus tard. »

— Arrien à Lucius, Entretiens d'Épictète, trad. Victor Courdaveaux, 1862. Wikisource
Ainsi, il s'agirait avant tout de notes personnelles prises par Arrien, qui ajoute d'ailleurs que « [t]el qu’est ce livre (...), il est arrivé, je ne sais comment, devant le public, sans mon consentement et à mon insu. »

### Titre
L’œuvre originale n'avait pas de titre. Simplicius la nomme Diatribai (grec ancien: Διατριβαί, « Conversations »). D'autres auteurs la nomment Dialexis (Διαλέξεις, « Entretiens »), Apomnêmoneumata (Ἀπομνημονεύματα, « Paroles mémorables »), ou encore Homiliai (Ὁμιλίαι, « Leçons »). Le nom moderne semble venir du titre donné par un manuscrit médiéval : Entretiens d'Épictète par Arrien (en grec ancien : Ἀρριανοῦ τῶν Ἐπικτήτου Διατριβῶν). Le mot grec Diatribai, diatribes, signifie littéralement « conversations »,.
Il est communément admis que les Entretiens ont été composés vers 108 apr. J.-C.. Épictète fait référence à la monnaie de Trajan, ce qui montre que le philosophe enseignait durant ce règne. Arrien était consul suffect vers 130. Or l'âge moyen pour cette fonction étant de quarante-deux ans, il aurait eu environ vingt ans vers 108.)

### Rédaction
Les Entretiens sont écrits en dialecte commun (« grec de la Koïné ») au lieu du dialecte attique habituellement employé par Arrien, dans un style familier, avec de nombreuses répétitions et interrogations rhétoriques. Les différences de style de cet ouvrage sont donc très marquées et déterminent une personnalité distincte de l'historien,. La méthode utilisée par Arrien pour écrire les Entretiens a longtemps fait l'objet de débats animés. Certains estiment que ces conversations ont été entièrement imaginées par Arrien, d'autres qu'Épictète les aurait écrites lui-même. A. A. Long estime qu'Arrien a très probablement pris des notes détaillées et utilisé sa mémoire pour les retranscrire, avant de les retravailler et de leur donner leur forme définitive. L'opinion dominante est donc que les Entretiens rapportent les paroles réelles d'Épictète, même s'ils ne sont pas un pur compte-rendu textuel; et le mieux est ainsi de tenir une « position médiane » : l'ouvrage qui nous est parvenu n'est ni une « ni retranscription sténographique des propos d'Épictète ni le fruit d'un important travail de réécriture ». 

## Contenu
Les Entretiens ont lieu à l'école d'Épictète à Nicopolis d'Épire. On y voit le philosophe discutant avec des visiteurs, réprimandant, exhortant et encourageant ses élèves. Il semblerait que ces élèves soient des jeunes hommes comme Arrien, de haute position sociale qui envisagent d'entrer dans la fonction publique. Les Entretiens ne sont pas des cours magistraux et ne font pas partie du programme de l'école. Le texte rapporte essentiellement les propos qui pouvaient intéresser un Grec cultivé ayant (??)
Lors des cours proprement dits, l'accent est mis sur la lecture et l'interprétation de passages des œuvres de philosophes stoïciens, dans des matières comme l'éthique, la logique et la physique. Les Entretiens rapportent plutôt les conversations qui ont eu lieu après les cours. Et on y trouve peu d'exposés techniques ; le propos insiste plutôt sur la nécessité de changer de vie. Ils s'attardent donc sur des points auxquels Épictète accordait une importance particulière, et qui lui donnent l'occasion de s'entretenir familièrement avec ses élèves en discutant de situations de la vie quotidienne. Ils ne sont pas une présentation méthodique de la philosophie stoïcienne, mais une mise en pratique de cette philosophie dont la force est, selon le mot de Gabriel Germain, d'être une voie que l'on marche.

#### Traductions en français
- Entretiens  (trad. Joseph Souilhé, quatre tomes, bilingue grec ancien - français), Paris, Les Belles Lettres, coll. « des Universités de France », 1945
- Entretiens; Manuel  (trad. Joseph Souilhé, trad. en français), Paris, Les Belles Lettres, coll. « des Universités de France », 1943-1991, xxiv, 450 p. (Manuel, p. 409-433) (ISBN 978-2-251-00108-1)Rééd. 2019, xxiv, 488 p.  (ISBN 978-2-251-44950-0)

- Entretiens. Fragments et sentences  (trad. du grec ancien par Robert Muller), Paris, Vrin, coll. « Bibliothèque des Textes Philosophiques », 2015, 537 p. (ISBN 978-2-711-62616-8)

#### Études
- Entretiens : Livre I  (trad. Joseph Souilhé, quatre tomes, bilingue grec ancien - français), t. I, Paris, Les Belles Lettres, coll. « des Universités de France », 1945, p. I à LXXXVI, Introduction
- Entretiens. Fragments et sentences  (trad. Robert Muller), Paris, Vrin, 2015, p. 9-36, Introduction
- Gabriel Germain, Épictète et la spiritualité stoïcienne, Paris, Seuil, coll. « Maîtres spirituels », 1964, 190 p.

- Ilsetraut Hadot et Pierre Hadot, Apprendre à philosopher dans l'Antiquité, Paris, Le Livre de Poche, 2004, 219 p. (ISBN 978-2-253-10935-8)
- Jean Lombard, La leçon de philosophie de Socrate à Épictète. Lecture des Entretiens, Paris, L'Harmattan, coll. « Éducation et philosophie », 2017, 156 p. (ISBN 978-2-343-13671-4, lire en ligne)
- (en) A. A. Long, Epictetus : A Stoic and Socratic Guide to Life, Londres, Oxford University Press, 2003, 325 p. (ISBN 978-0-199-24556-7, lire en ligne)
- (en) Fergus Millar, Rome, the Greek World, and the East, vol. 2, University of North Carolina Press, 2004, 508 p. (ISBN 0-807-85520-0, lire en ligne), « Epictetus and the Imperial Court »
- (en) William A. Oldfather, Epictetus, the Discourses as reported by Arrian, the Manual, and Fragments, vol. 1, Loeb Classical Library, 1925
- (en) William Wallace, « Epictetus  », Encyclopædia Britannica, 11th ed., Cambridge University Press, vol. 9,‎ 1911 (lire en ligne)